# Spineni
Spineni est une commune roumaine située dans le județ d'Olt.